# Don Martin (Comiczeichner)
Don Martin (* 18. Mai 1931 in Paterson (New Jersey); † 6. Januar 2000 in Miami) war einer der beliebtesten Cartoonisten des MAD-Magazins.
Von 1955 an zeichnete er für Mad seine Figuren mit dem charakteristischen langen Kinn und umgeknickten Zehen und schuf etliche Lautmalereien. Er galt als Meister des bebilderten Slapsticks und des schwarzen Humors. Immer wieder finden sich popkulturelle und literarische Referenzen wie  an King Kong oder Die Verwandlung von Franz Kafka.
Als sich Don Martin 1987 nach einem Streit mit seinem Verleger William M. Gaines über Tantiemen vom amerikanischen MAD trennte und zur Konkurrenz Cracked ging, gerieten sowohl das amerikanische als auch das deutsche MAD in eine schwere Krise, was beide Ausgaben dadurch zu kompensieren versuchten, dass sie Zeichner beschäftigten, die Don Martins Stil imitierten. Doch diese hatten nie vergleichbaren Erfolg. Selbst späte Ausgaben des deutschen MAD enthielten noch Nachdrucke von Don Martins alten Cartoons.
Don Martin starb am 6. Januar 2000 mit 68 Jahren an Krebs. Er war verheiratet, hatte einen Sohn und einen Enkel. Sein Bruder war der Jazzpianist Ralph Martin.
Einzelne Werke Don Martins wurden 2008 in Berlin ausgestellt.

## Werke (Auswahl)
Monographien
- Nick Meglin (Hrsg.): MAD Taschenbuch Nr. 4. Don Martin dreht durch.
- MAD Taschenbuch Nr. 38. Don Martins Höhenflug.

Sammelbände
- MADs große Meister: Don Martin. Bd.1. 1956-1967. Panini 2012, ISBN 978-3-86201-444-6. Mit Vorwort von Hella von Sinnen.
- MADs große Meister: Don Martin. Bd.2. 1967-1977. Panini 2013, ISBN 978-3-86201-731-7. Mit Vorworten von Sergio Aragonés und Jochen Malmsheimer.
- MADs große Meister: Don Martin. Bd.3. 1977-1988. Panini 2014, ISBN 978-3-95798-151-6. Mit Vorworten von Sam Viviano und Tommy Krappweis.